# 汉溪长隆站
汉溪长隆站是廣州地鐵3號線和7號線的換乘站，位於中国广东省廣州市番禺区新光快速路汉溪立交東南側，长隆旅游度假区南邊。车站於2006年12月30日随3号线首期全线开通而启用，2016年12月28日随7号线首期开通而成为换乘车站。

## 車站結構
汉溪长隆站目前分为两个站体：位于新光快速路汉溪立交东南侧的3号线车站、以及位于汉溪大道的7号线车站。两线站体大致成倒“L”字型，两线站厅之间通过换乘大厅连接。车站周边為新光快速路、汉溪大道、广州长隆旅游度假区及其巴士站、新世界耀胜尊府及其它建筑。
3号线车站部分采用碧藍色的搪瓷板装修，7号线车站部分则采用常春藤綠色的玻璃板装修。此外，本站是7號線首期的重點站之一，柱面裝飾內容为植被如芭蕉、葵树等，体现“趣·林”的概念。

### 3号线楼层
3号线车站共设两层，地下一层为站厅层；地下二层为3号线月台。
| 地下一层 | 3号线站廳 | 售票機、客服中心、商店、警务室、安检设施 经换乘大厅前往 █7号线 |  |  |
| 地下二层 | 2 站台    | █3号线 机场北或天河客运站方向（下站：大石）                    |  |  |
|          | 岛式站台  |                                                                |  |  |
|          | 1 站台    | █3号线 海傍方向（下站：市桥）                                  |  |  |

### 7号线楼层
7号线车站共设三层，地下一层为站厅层及换乘大厅；地下二层为设备区；地下三层为7号线月台。
| 地下一层 | 換乘大廳           | 前往 █3号线                                      |  |  |
|          | 7号线站廳          | 售票機、客服中心、商店、警务室、母婴室、安检设施 |  |  |
| 地下二层 | 设备区             | 车站设备                                         |  |  |
| 地下三层 | 4 站台             | █7号线 美的大道方向（下站：钟村）                |  |  |
|          | 岛式站台（卫生间） |                                                  |  |  |
|          | 3 站台             | █7号线 燕山方向（下站：南村万博）                |  |  |

### 站厅及换乘
汉溪长隆站3号线及7号线各自設有一個站厅，均位于地下一层，两个站厅的付费区和非付费区均通過換乘大廳相連。为方便乘客进出以及换乘，3号线站厅东侧，7号线站厅南侧以換乘大廳的中部和東側被划分为付费区。
两线站厅的付费区内均各自设有多组扶手电梯、楼梯以及1台专用电梯供乘客前往站台。
汉溪长隆站現時设有便利店、面包糕饼店以及洗衣店等，羊城通客户服务中心位于3号线站厅南侧。此外亦设有自動售賣機、自动照相机等设施。
本站的母婴室设于7号线站厅西侧的非付费区处。
- 站厅（3号线）
- 站厅（7号线）
- 付费区内的两线换乘通道

### 月台

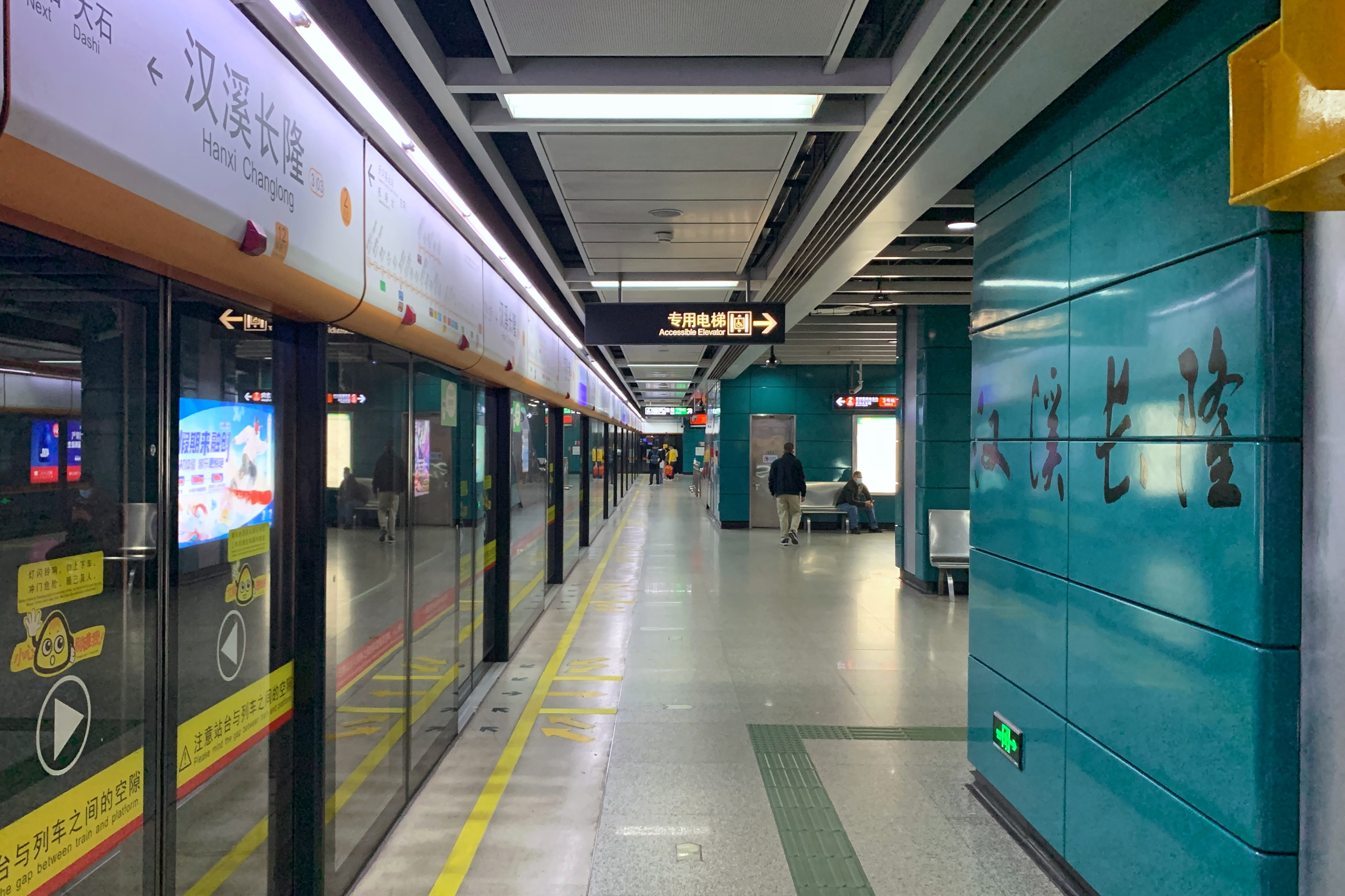
3号线2月台

3号线设有一个岛式月台，位于新光快速路汉溪立交东南侧地底。7号线同样设有一个岛式月台，位于汉溪大道地底。
另外，本站的卫生间设于7号线月台往钟村方向的一端。

### 出入口

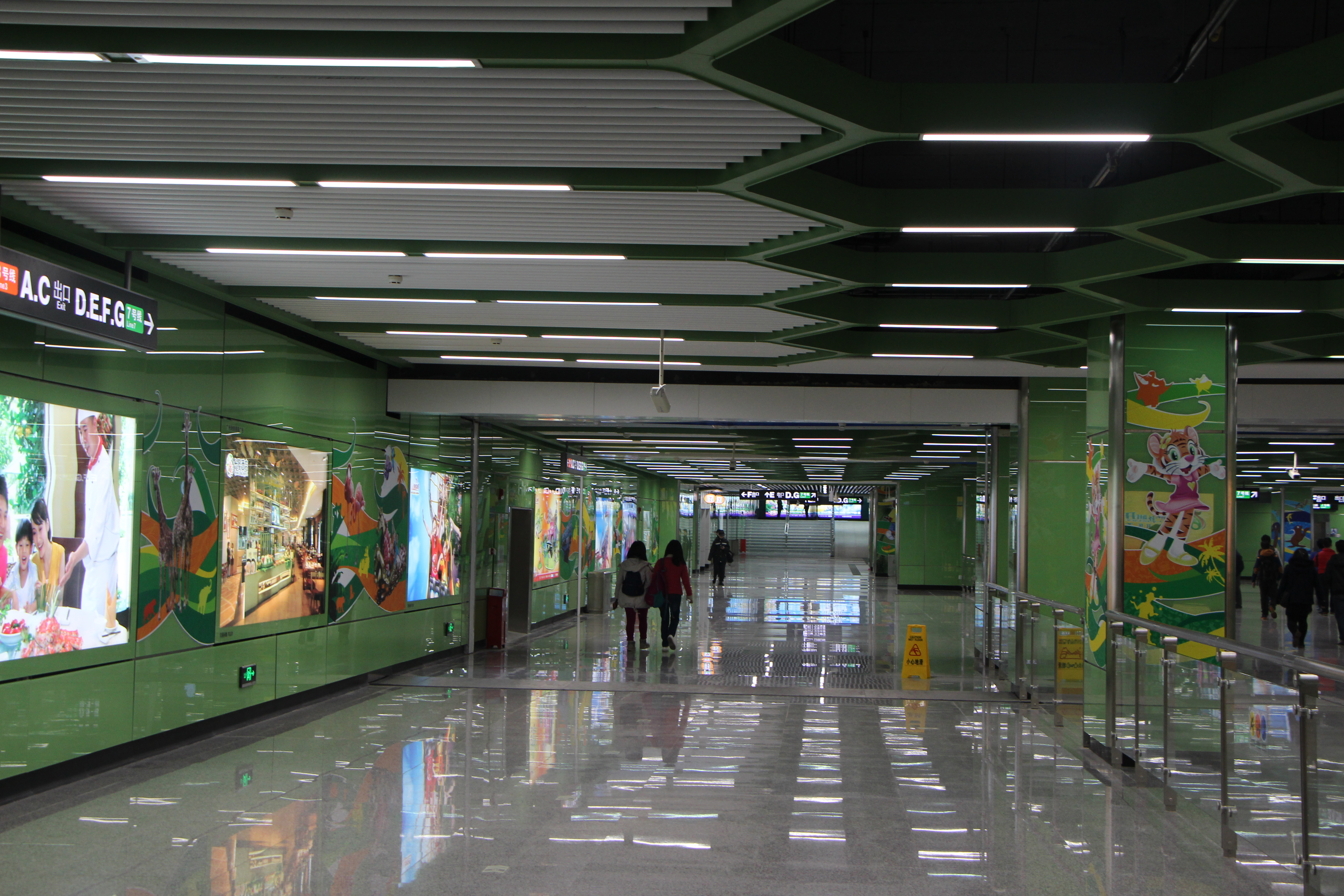
原本的E出入口通道现已扩建成联络两线站厅的非付费区通道

汉溪长隆站现有4個出入口供乘客进出站，其中A出入口设于3号线站厅，D、E、G出入口则设于7号线站厅。
由于E出入口通道與站廳层有高度差，因此設有楼梯及一條斜坡接驳。
本站在启用时设有A、C、D出入口，为了方便乘客前往长隆旅游度假区再增设E出入口。C、D出入口后来配合7号线建设的需要封闭，E出入口的通道则因建设换乘通道及7号线站厅部分而扩建成现时规模，D出入口则向西北方向移至300米设置新的出入口。C、F出入口后因施工封閉。
|                                                             |                                                           |      |          | |
|                                                             |                                                           |      |          | |
| 編號                                                        | 设施                                                      | 照片 | 出口指示 | 建議前往的目的地                                                                                   |
| 3号线站廳                                                   |                                                           |      |          | |
| A                                                           | 盲道标志 · 轮椅升降台标志 · 无障碍通道标志 · 扶手电梯标志 |      | 汉溪大道 | 广州长隆站（城际）                                                                                 |
| 7号线站廳                                                   |                                                           |      |          | |
| D                                                           | 扶手电梯标志                                              |      | 汉溪大道 | 地铁汉溪长隆站公交车站（西行C、D分站）                                                             |
| E                                                           | 盲道标志 · 扶手电梯标志                                   |      | 汉溪大道 | 长隆度假区（长隆欢乐世界、长隆野生动物世界、长隆水上乐园、长隆国际大马戏、长隆酒店、长隆熊猫酒店） |
| G                                                           | 盲道标志 · 升降机标志 · 无障碍通道标志 · 扶手电梯标志     |      | 汉溪大道 | 耀胜新世界耀胜尊府、地铁汉溪长隆站公交车站（东行A、B分站）                                         |
| 註： 設有 \| 設有 \| 設有 \| 設有輪椅升降台 \| 設有扶手電梯 |                                                           |      |          | |

## 接驳交通
| 城际铁路（广州长隆站） - 广惠城际铁路 \| 编号 \| 编号 \| 线路 \| 线路 \| 线路 \| 收费 \| 运营商 \| 备注 \| \| ---- \| ------------------- \| ------------------------ \| ---- \| ------------------------ \| ----- \| -------- \| ---------------- \| \| \| 129 \| 南國奧林匹克花園 \| ⇆ \| 錦城花園（东风东） \| 3元 \| 一汽三分 \| \| \| \| 303A \| 广州南站 \| ⇆ \| 琶洲塔公交总站 \| 3元 \| 番广客运 \| 40分/班 \| \| \| 夜102 \| 广州南站 \| ⇆ \| 东山 \| 4元 \| 番广客运 \| 303A路附属线路 \| \| \| 番30旅游专线 \| 奥园广场 \| ⇆ \| 余荫山房 \| 2元 \| 番禺公汽 \| \| \| \| 番75 \| 广州雅居乐北苑公交首末站 \| ⇆ \| 时代广汽动力电池临时总站 \| 2–3元 \| 番广客运 \| 90分/班 \| \| \| 番89 \| 奥园城市天地 \| ⇆ \| 新水坑 \| 2元 \| 番广客运 \| 原 番75B 60分/班 \| \| \| 番86高峰短线 \| 富豪山庄 \| ↺ \| 地铁汉溪长隆站 \| 2元 \| 番广客运 \| \| \| \| 番88 \| 华工国际校区公交总站 \| ⇆ \| 奥园城市天地 \| 2元 \| 番广客运 \| 30–90分/班 \| \| \| 番109 \| 奥园城市天地 \| ⇆ \| 屏一村新合苑 \| 2元 \| 锦信公交 \| 15–30分/班 \| \| \| 番109B \| 奥园城市天地 \| ⇆ \| 宜家家居 \| 2元 \| 锦信公交 \| 30–35分/班 \| \| \| 番125 \| 奥园城市天地 \| ⇆ \| 碧桂园东苑 \| 2元 \| 锦信公交 \| 10–40分/班 \| \| \| 番163A \| 奥园城市天地 \| ⇆ \| 万达广场 \| 2元 \| 创大公交 \| \| \| \| 公交地铁接驳专线9 \| 奥园城市天地 \| ⇆ \| 广州雅居乐北苑公交首末站 \| 2元 \| 番广客运 \| 经梅山村 \| \| \| 公交地铁接驳专线10A \| 奥园城市天地 \| ⇆ \| 雄峰商城 \| 2元 \| 番广客运 \| 25–50分/班 \| |                     |                          |      |                          |       |          |                  |
| 编号 | 编号                | 线路                     | 线路 | 线路                     | 收费  | 运营商   | 备注             |
| | 129                 | 南國奧林匹克花園         | ⇆    | 錦城花園（东风东）       | 3元   | 一汽三分 |                  |
| | 303A                | 广州南站                 | ⇆    | 琶洲塔公交总站           | 3元   | 番广客运 | 40分/班          |
| | 夜102               | 广州南站                 | ⇆    | 东山                     | 4元   | 番广客运 | 303A路附属线路   |
| | 番30旅游专线        | 奥园广场                 | ⇆    | 余荫山房                 | 2元   | 番禺公汽 |                  |
| | 番75                | 广州雅居乐北苑公交首末站 | ⇆    | 时代广汽动力电池临时总站 | 2–3元 | 番广客运 | 90分/班          |
| | 番89                | 奥园城市天地             | ⇆    | 新水坑                   | 2元   | 番广客运 | 原 番75B 60分/班 |
| | 番86高峰短线        | 富豪山庄                 | ↺    | 地铁汉溪长隆站           | 2元   | 番广客运 |                  |
| | 番88                | 华工国际校区公交总站     | ⇆    | 奥园城市天地             | 2元   | 番广客运 | 30–90分/班       |
| | 番109               | 奥园城市天地             | ⇆    | 屏一村新合苑             | 2元   | 锦信公交 | 15–30分/班       |
| | 番109B              | 奥园城市天地             | ⇆    | 宜家家居                 | 2元   | 锦信公交 | 30–35分/班       |
| | 番125               | 奥园城市天地             | ⇆    | 碧桂园东苑               | 2元   | 锦信公交 | 10–40分/班       |
| | 番163A              | 奥园城市天地             | ⇆    | 万达广场                 | 2元   | 创大公交 |                  |
| | 公交地铁接驳专线9   | 奥园城市天地             | ⇆    | 广州雅居乐北苑公交首末站 | 2元   | 番广客运 | 经梅山村         |
| | 公交地铁接驳专线10A | 奥园城市天地             | ⇆    | 雄峰商城                 | 2元   | 番广客运 | 25–50分/班       |

## 利用状况
汉溪长隆站周边除长隆旅游度假区以及车站西侧的汉溪村之外，没有任何建筑，随着车站附近的商业中心落成，亦一改车站启用初期荒芜人烟的状况。同时，本站有多条公交线路可前往祈福新邨、大夫山森林公园及番禺区各地。因此本站会有大量出入闸客流，尤其以早晚高峰期间及节假日期间为甚。自7号线开通运营后，本站亦因此承担了两线换乘客流的任务，以往从南村和钟村各地乘坐公交接驳至本站亦改为换乘客流，加上在22号线通車前本站为广州南站来往市桥的唯一换乘站，因此全天換乘客流都屬高水平，早晚高峰車站更會出現極大的换乘客流。
由于早高峰客流量较大，且為了保證3号线以及客村站不會累積過多乘客形成安全隱患，影響運營秩序，本站工作日早高峰7時40分至9時將視情況採取客流控制措施，2021年5月18日起则分别延长至7時30分至9時15分。另外，由于车站附近即为长隆旅游度假区，若长隆欢乐世界和长隆水上乐园闭园时将会涌现大量入闸客流时，亦会視情況採取客流控制措施。

## 历史

### 规划及兴建
汉溪长隆站最初在2000年地下铁路規劃中出现，因應番禺撤市建區，3号线南延至番禺廣場。中途设置本站，當時本站被稱為汉溪站，车站位置与现时基本一致。
另外，7号线在初期的规划中，在大石站与3号线交汇。但在随后的2003年方案中，改为在本站交汇，因此本站成為3號線與7號線的換乘站。
2002年，3號線全線動工，本站随后亦开始动工。2004年8月9日，大汉区间（大石至汉溪）右线贯通。2006年12月30日，本站随3号线一期全线開通運營，本站正式啟用。
2013年4月1日，包括本站在内的7号线首期4个车站正式动工，标志着七号线首期工程建设的正式开始。为配合7号线车站建设，本站原有D出入口在2013年11月11日正式关闭，E出入口则于2014年4月19日暂时关闭。2016年2月28日，本站至-鹤庄（现南村万博站）盾構隧道完工，標誌着七號綫首期全線隧道貫通。2016年12月28日，本站7号线车站部分及C、F、G出入口，以及改建后的D、E出入口随7号线首期开通而启用。

### 车站命名
之前上述名称原定为「汉溪站」，但因其中的E出入口将通往长隆旅游度假区，所以在2006年5月改称「长隆站」，不过此举引起居民不满，认为站名偏帮企业，以及质疑使用此站是否會產生额外收费。在市民要求下，广州市政府在2006年8月起，再改为现在的站名「汉溪长隆站」。
本站站名中「长隆」二字的英译不随长隆集团及其产业的英语译名之「Chimelong」，而是直接使用汉语拼音「Changlong」来表示。

### 运营事件
2022年10-11月疫情期间，本站曾受防控措施影响，于11月28日至11月30日下午暂停进出站，仅保留站内换乘服务。